# سیارک ۱۱۱۳۳
سیارک ۱۱۱۳۳ (به انگلیسی: 11133 Kumotori، نامگذاری:1996XY) یازده هزار و صد و سی و سومین سیارک کشف شده‌است که در ۲ دسامبر ۱۹۹۶ کشف شد.